# Nesjomme
Nesjomme (het Jiddische woord voor ziel) is een Nederlandse (korte) film uit 2024 van Sandra Beerends over het Joodse leven in Amsterdam in het interbellum tussen de Eerste Wereldoorlog en de eerste jaren van de Tweede Wereldoorlog. In Engelstalige landen is de film onder de naam Neshoma uitgebracht.

## Verhaal en opzet
De film is opgezet als een docufictie waarin aan de hand van archiefbeelden, een groot aantal getuigenissen en historische feiten het fictieve verhaal wordt verteld van de Joodse Rusha, die in het begin van de film (in 1918) 17 jaar oud is. Bij de beelden worden met een voice-over (de stem van Rifka Lodeizen, in de Engelse versie die van Daniella Kertesz) brieven voorgelezen die Rusha schrijft aan haar broer Max, die naar Nederlands-Indië is geëmigreerd. De brieven gaan vooral over het dagelijkse leven, over Joden in onder meer de naaiateliers, in de diamantfabriek, op de markten en bij feesten en in (film)theaters, over de ontwikkelingen in Amsterdam en over Rusha's familie en schoonfamilie. In het tweede deel van de film komt ook het opkomend fascisme, de crisis van de jaren '30, de opkomst van de nazi's in Duitsland en de dreiging van de oorlog aan bod.
Beerends zegt over haar film: "Rusha's verhaal is fictief, maar elk element komt voort uit onderzoek en echte ontmoetingen (...) Alles wat nu vanzelfsprekend lijkt, draagt de echo van wat ooit was. En alles wat we nu meemaken, zal uiteindelijk ook geschiedenis zijn. En misschien zullen de mensen van de toekomst dezelfde vragen stellen als wij nu over het verleden: wisten ze toen wat er zou komen?"

## Ontvangst
De film kreeg positieve recensies in de Nederlandse media, waaronder 4 van de 5 sterren in De Volkskrant. Ruim een week na de première, op 2 januari 2025, ontving Nesjomme een Kristallen Film, een award voor korte films met meer dan 10.000 bezoekers.